# Palazzo Pubblico (Sienne)

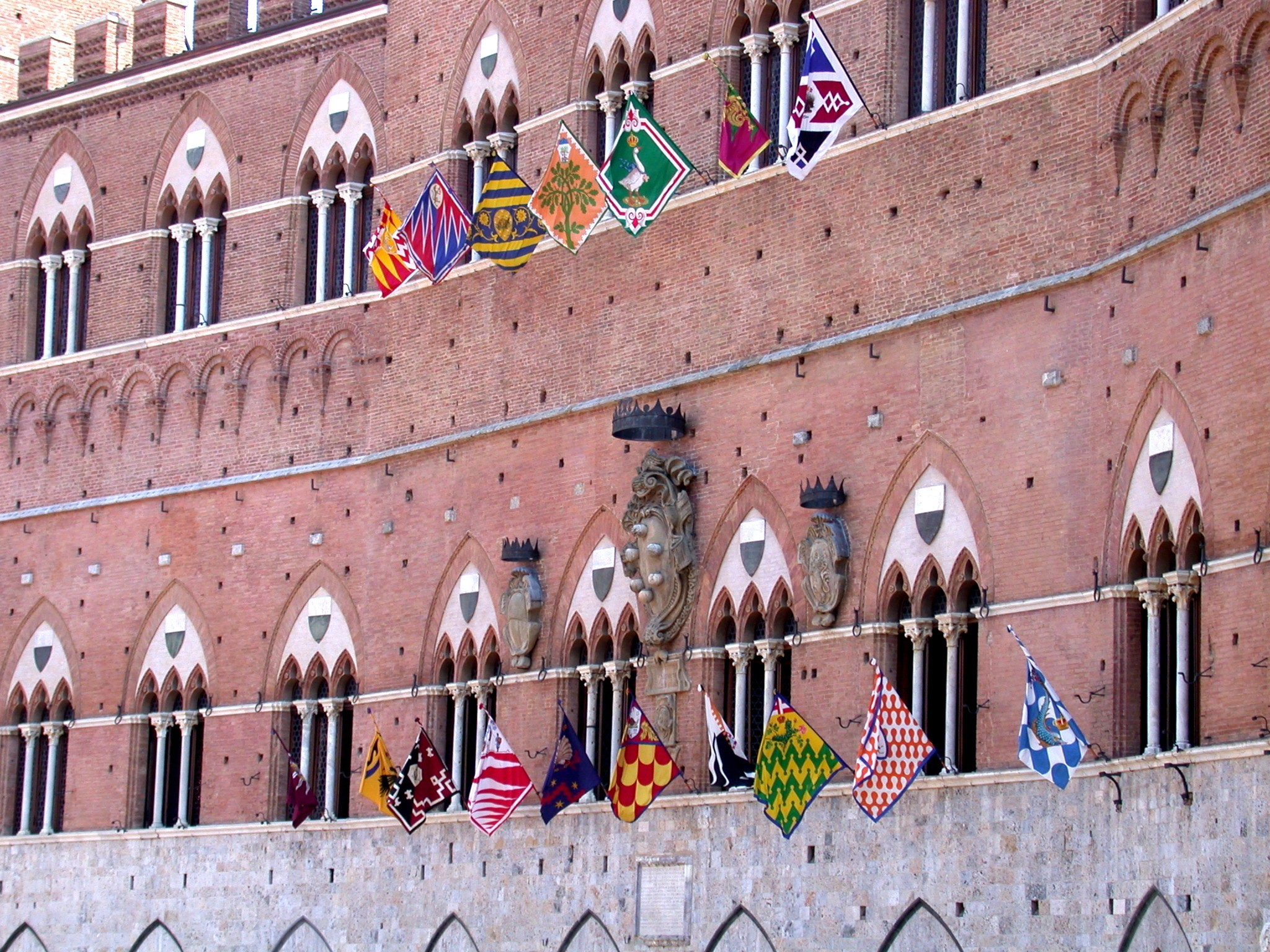
La façade du Palazzo Pubblico

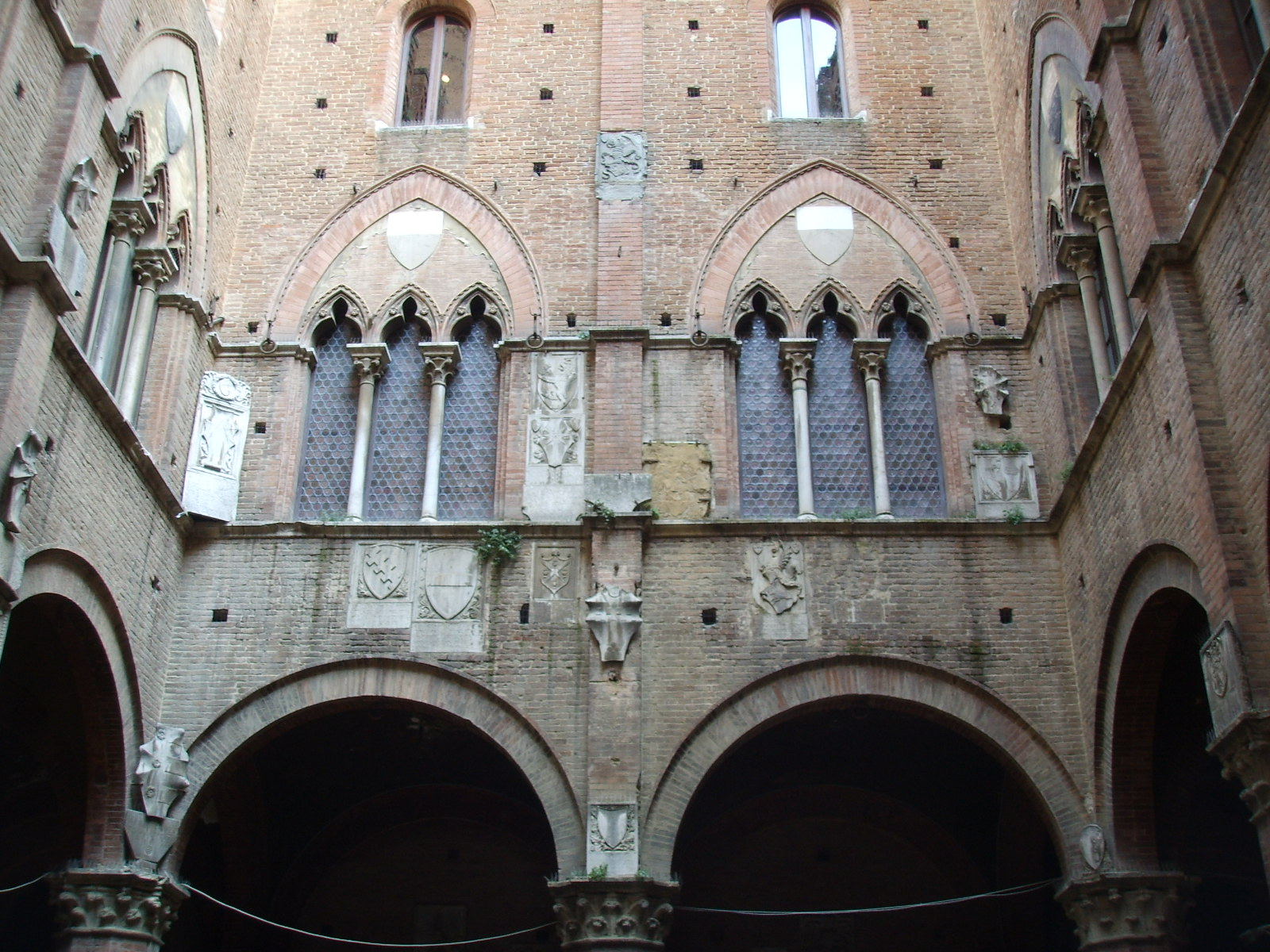
Le Cortile del Podestà.

Le Palazzo Pubblico, édifice emblématique de la ville de Sienne, est un monument civil dont la construction fut entamée à la fin du XIIIe siècle et achevée vers le milieu du XIVe siècle. On y retrouve les éléments architecturaux qui caractérisent le gothique siennois. Il se situe dans le bas de la Piazza del Campo, la place centrale de Sienne qui accueille 2 fois par an le Palio.
On y entre par la cour : le Cortile del Podestà.
À l'une des extrémités du palais se trouve l'impressionnante Torre del Mangia (du surnom de son premier sonneur, Giovanni di Duccio, dit le Mange gains), dont la hauteur atteint 102 m et dont la construction dura 10 ans. Une chapelle en forme de loggia, la Cappella di Piazza, fut érigée au pied de la tour entre 1352 et 1376.

## Le rez-de-chaussée
Il est réservé aux bureaux de l'administration municipale dans un cadre agrémenté  des peintures de Simone Martini, Sano di Pietro, Le Sodoma. 
Le Cortile del Podestà donne accès à la Torre del Mangia et au Teatro Comunale dei Rinnovati, restauré au XVIIIe siècle par Carlo Galli da Bibiena.

## Le premier étage
Il comprend les œuvres majeures du Museo Civico de Sienne. Les fresques du Palazzo Pubblico y sont présentées.
- La Salle de la Mappemonde (Sala del Mappamondo), qui doit son nom à la mappemonde tournante peinte par Ambrogio Lorenzetti en 1345. Deux fresques murales de Simone Martini :  la Maestà et le portrait équestre du condottiere Guidoriccio da Fogliano all'assedio di Montemassi (au moment du siège de Montemassi)[2].  C'est la plus grande salle du Palazzo Pubblico, à l'époque elle accueillait les réunions du Conseil général de la république[1],[3].
- La  Salle des Neuf,  du conseil de 9 citoyens « gouverneurs et défenseurs de la commune et du peuple[4] » qui s’y réunit  entre 1287 et 1355. Elle abrite la célèbre fresque d'Ambrogio Lorenzetti  de l'Allégorie et effets du Bon et du Mauvais Gouvernement[1],[3], peinte à partir de 1338.
- La  Sala di Balia  décorée en 1407 par Martino di Bartolomeo et Spinello Aretino de fresques représentant au plafond les Évangélistes plus quelques autres personnages et sur les murs la vie du pape siennois Alexandre III. La Magistrature du Baillage a siégé dans cette salle à compter de 1455[5], elle jouissait d'une certaine latitude et veillait à faire exécuter les décisions gouvernementales[1].
- L'Antecappella  nommée ainsi parce qu'elle mène à la chapelle, couverte des peintures de Taddeo di Bartolo  représentant une série d'hommes illustres (Cicéron, Judas Maccabée, Scipion l'Africain, Caton l'Ancien, Caius Mucius Scævola) et des Vertus cardinales (Justice, Magnanimité, Force, Prudence et Religion)[1].
- La Cappella dei Signori  décorée de fresques illustrant la vie de la Vierge (L‘Adieu aux Apôtres, La Mort de la Vierge, Les Funérailles de la Vierge, L’Assomption) peintes en 1406-1407 par Taddeo di Bartolo[1].
- la  Sala del Concistoro, siège des réunions du Gouvernement de la République jusqu'en 1786, est ornée de tapisseries des Gobelins. Les fresques du plafond représentent le cycle des Vertus publiques (exécutées entre 1529 et 1535) sont l’œuvre de Domenico Beccafumi[1].
- Salle du Risorgimento (ou de Victor-Emmanuel II) consacrée au Risorgimento. Divers bustes, objets et des fresques historiques consacrées aux hauts faits du roi de la maison de Savoie pour l'unification italienne.  La plupart des œuvres ont été réalisées par divers artistes de l'École d'art de Sienne sous la direction de Luigi Mussini et par certains de ses collaborateurs[1].

## Le second étage
Deux ailes et un grand escalier intérieur ont été ajoutés au corps central du deuxième niveau en 1680 par l’architecte Carlo Fontana.

## Torre del Mangia
La Torre del Mangia, la grande tour communale est une structure de maçonnerie avec une base carrée de près de 7 mètres et de 88 mètres de hauteur, surmontée d'une structure métallique qui supporte une cloche et un paratonnerre culmine au-dessus de la tour portant sa hauteur totale à 102 mètres.  Les plans techniques de la construction de cette structure sont attribuées à Muccio et Francesco di Rinaldo qui exerçaient à Pérouse.  La construction semble avoir pris place entre 1325 et 1348.
La tour porte le surnom de son premier sonneur de cloche, soit le Mangiaguadagni (Mange Gains).  La cloche a été remplacée en 1666, elle pèse 6 764 kilogrammes, elle est appelée Campanone ou Sunto en hommage à la Sainte Vierge de l'Assomption, les maîtres d'oeuvres étaient Girolamo Santoni et Giovan Battista Salvini. Il est possible de monter au sommet de la tour pour avoir un beau coup d'oeil sur Sienne et le paysage de la Toscane entourant la ville. 

## Musée Communal
Plusieurs salles ont été converties en musée abritant une riche collection d'oeuvres relatant les hauts-faits de l'histoire de Sienne et de ses institutions. 

## Extérieur
Une chapelle, la Cappella di Piazza, est accolée au palais à l'aplomb de la Torre del Mangia, édifiée en 1352 en remerciement à la Vierge après la peste qui a frappé la cité au XIVe siècle.

## Galerie

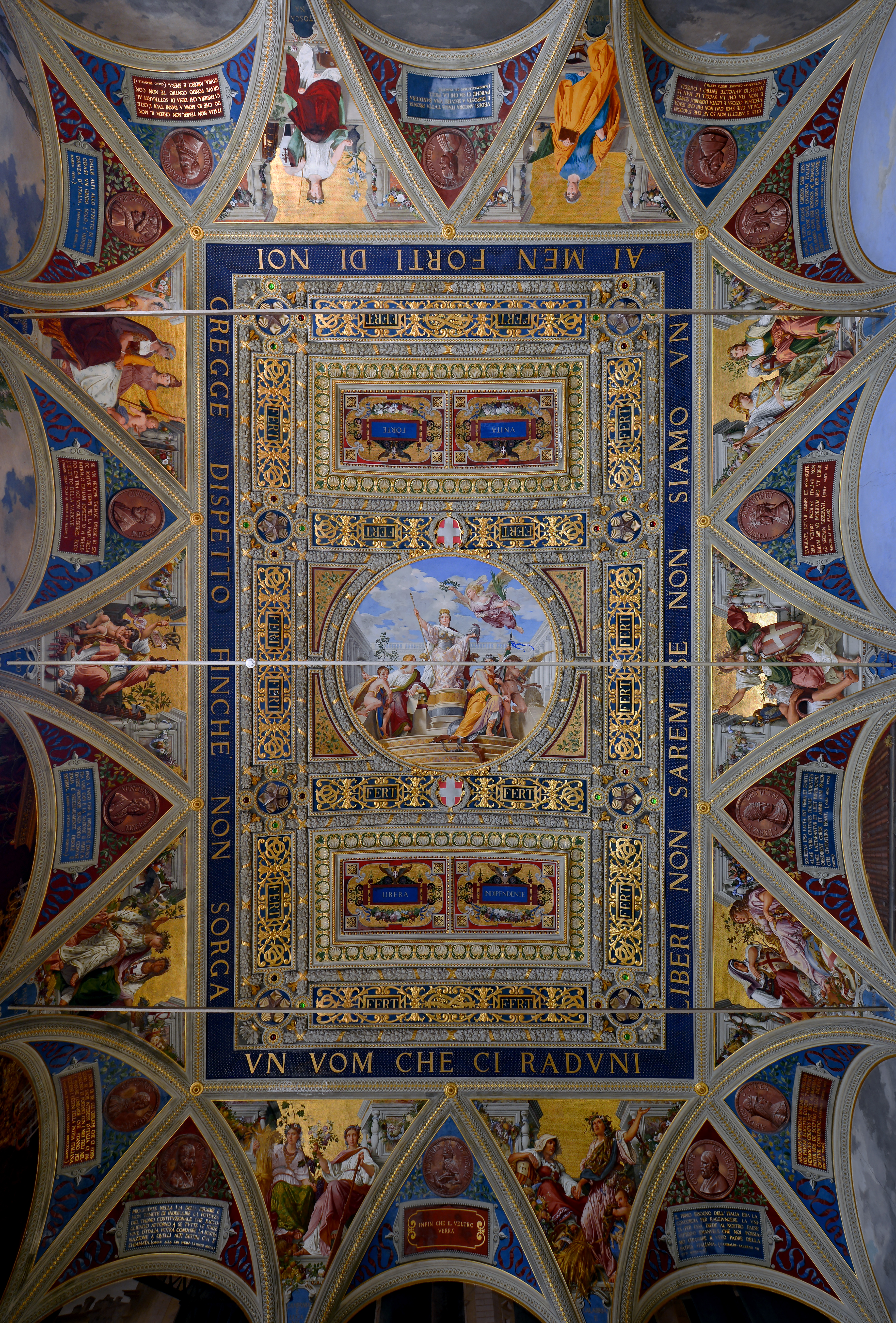
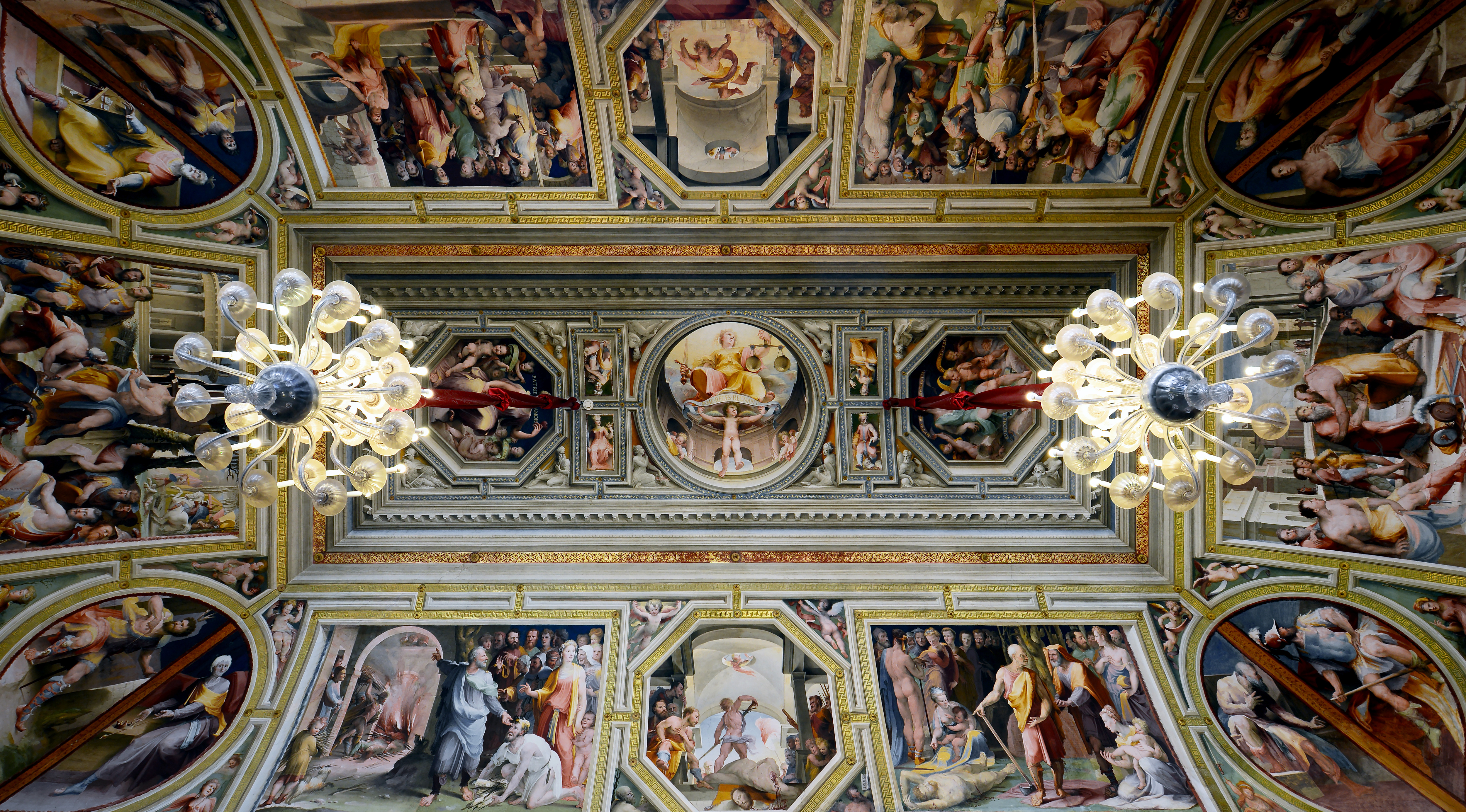
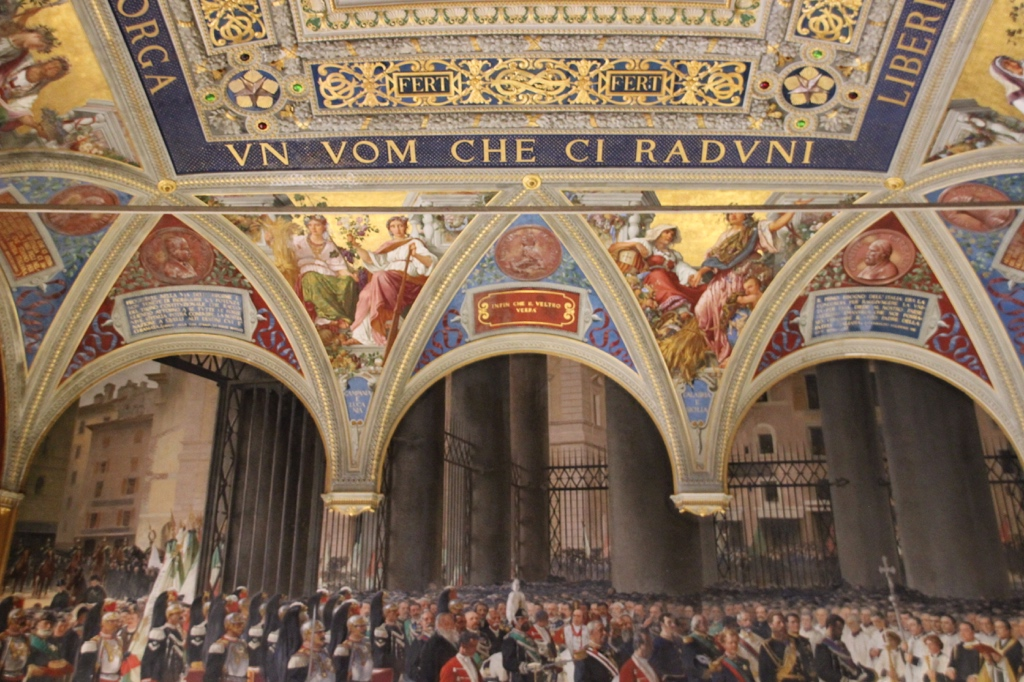
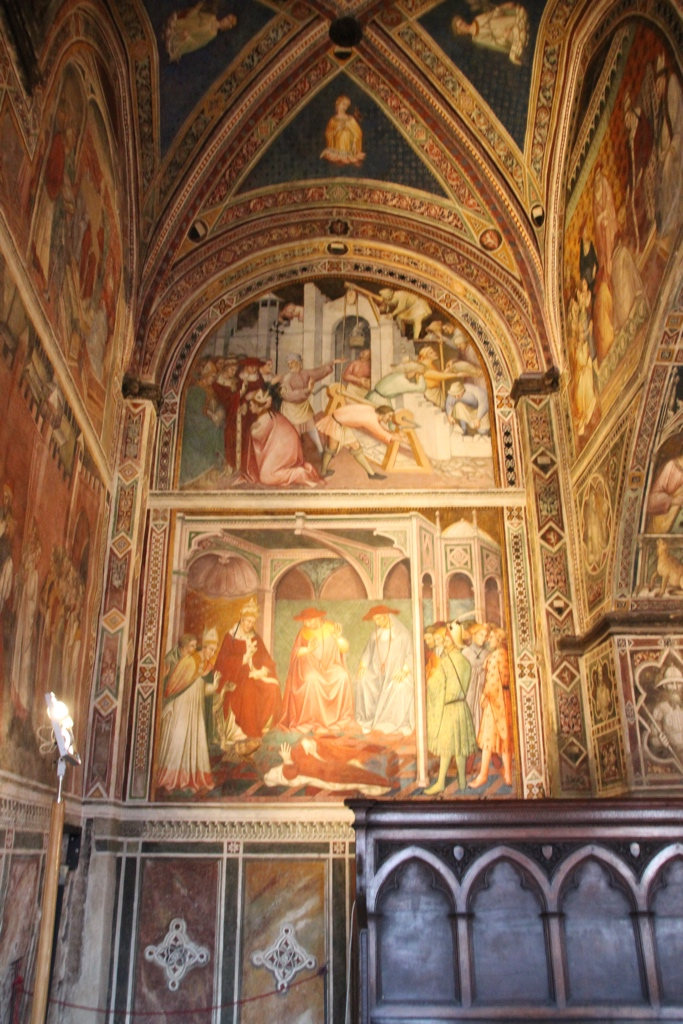
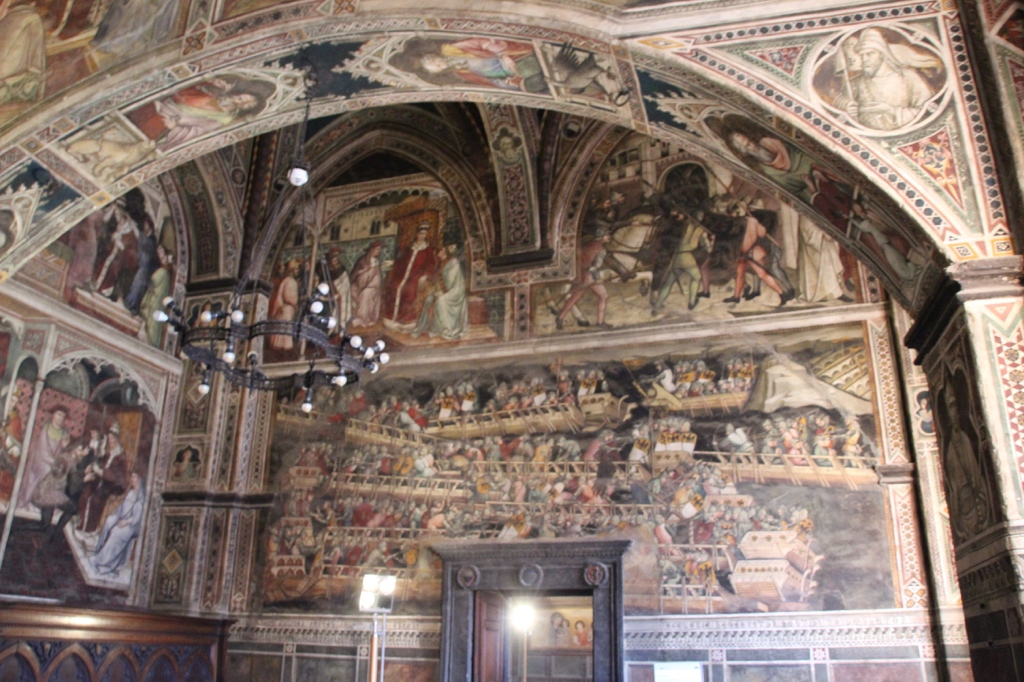
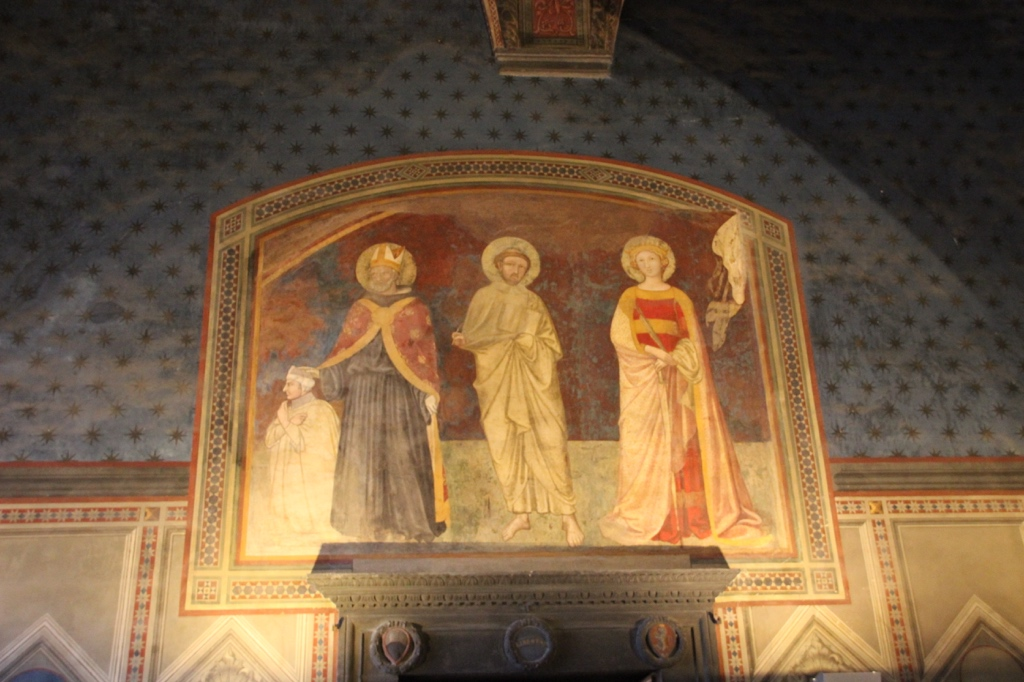
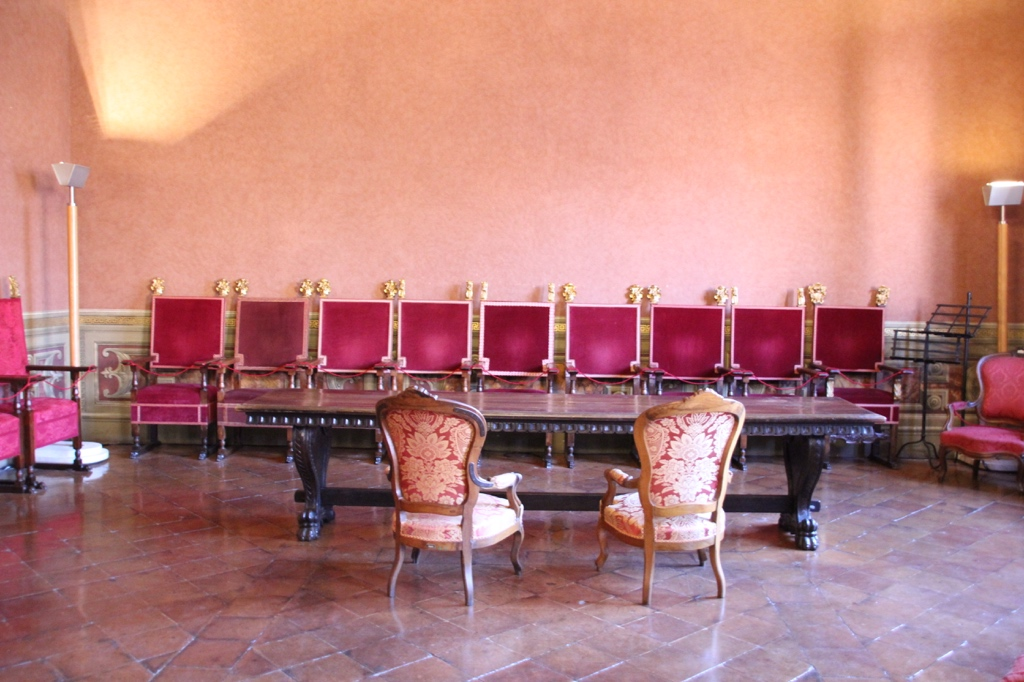
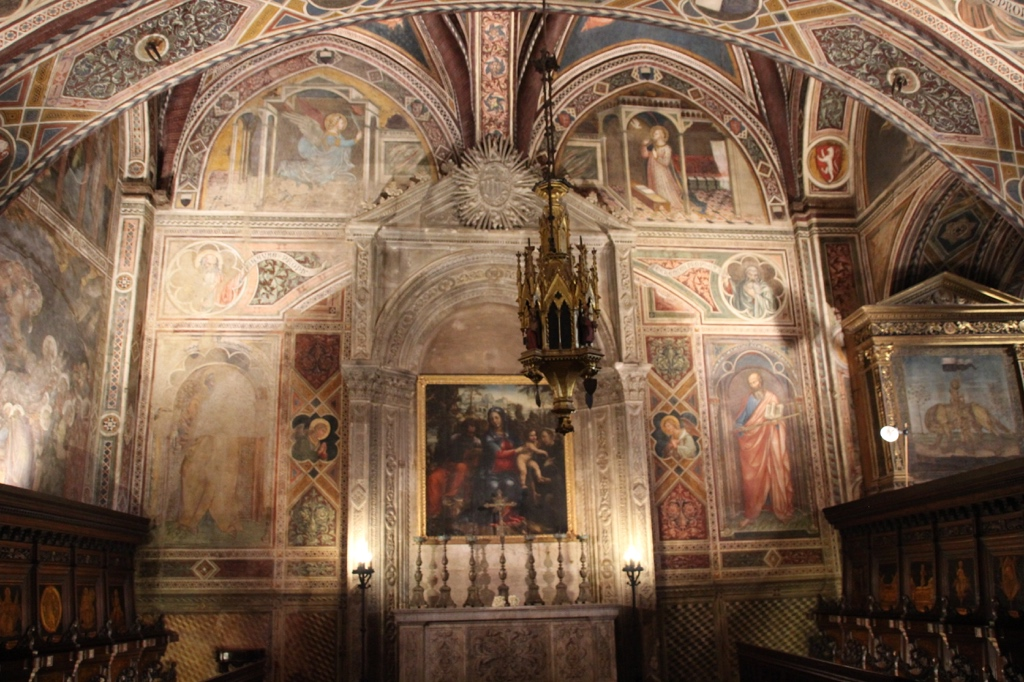
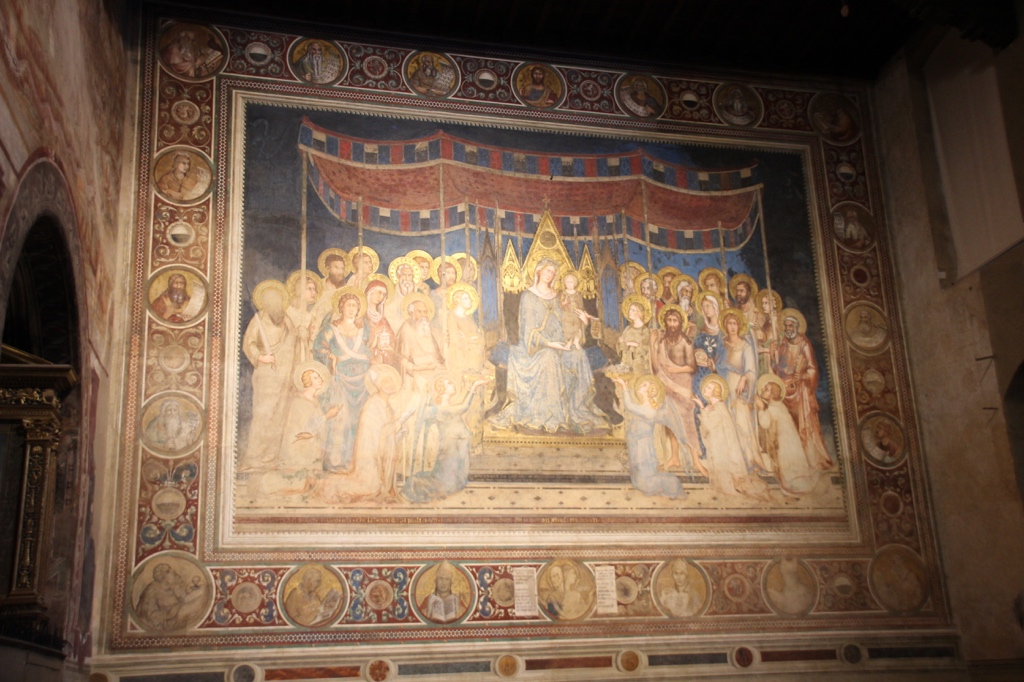
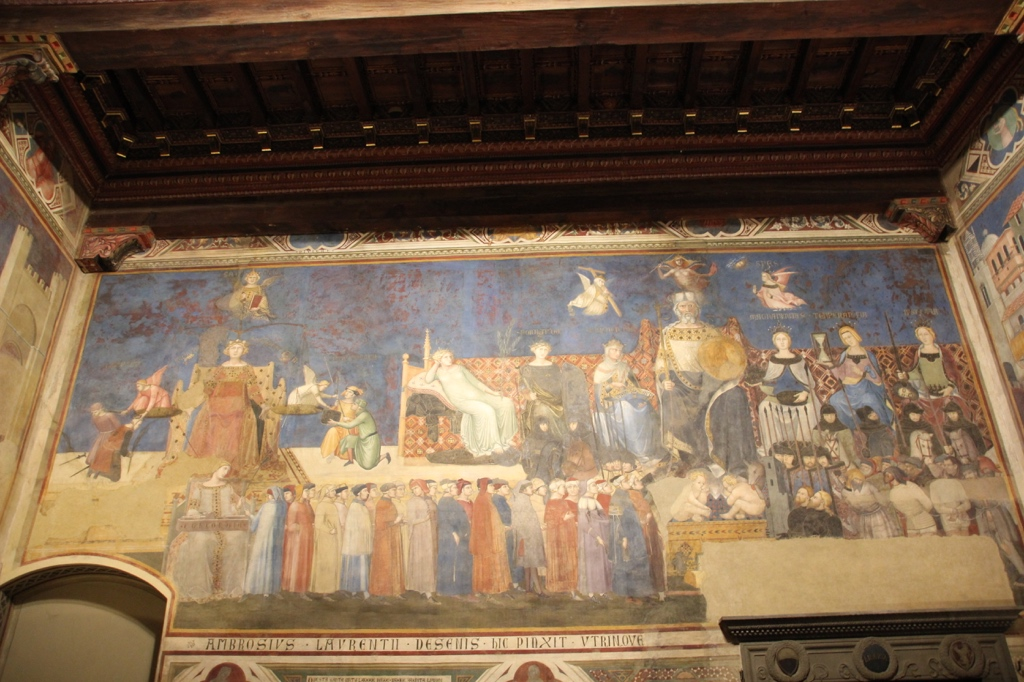
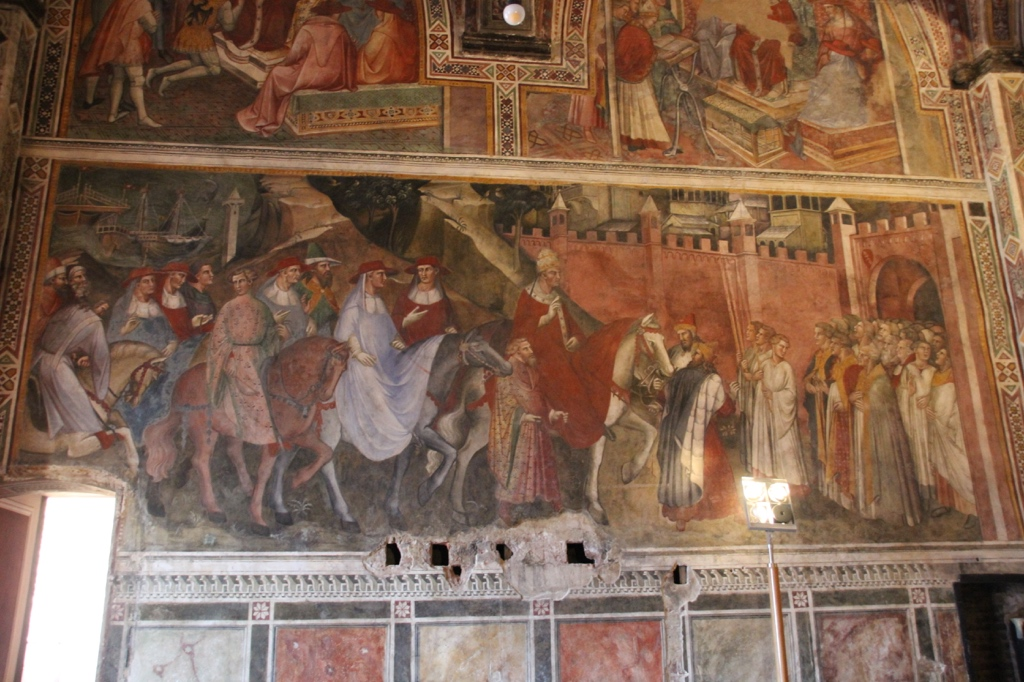
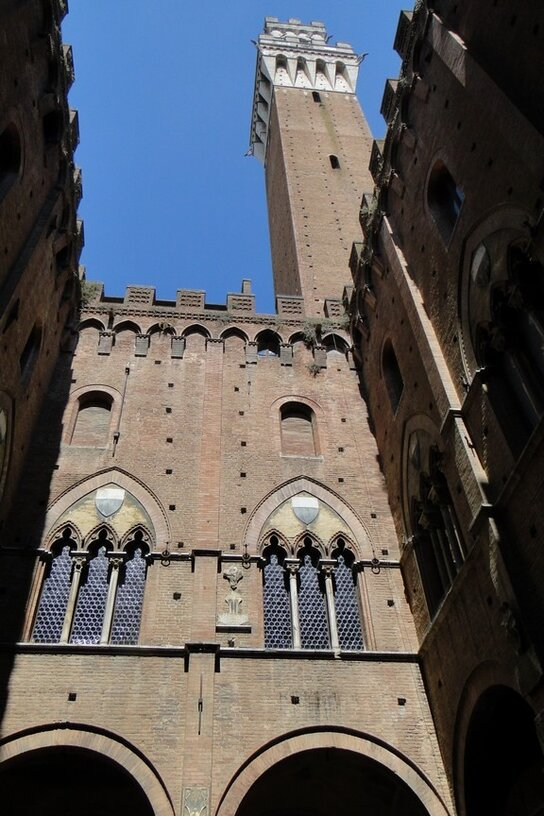